# Helga Jansen
Helga Jansen (* 26. April 1950 in Fallingbostel; † 11. Februar 2010 in Bremen) war eine deutsche Sozialwirtin und Politikerin (SPD) sowie Mitglied der Bremischen Bürgerschaft.

## Biografie

### Ausbildung und Beruf
Jansen wuchs in Fallingbostel auf. Nach Abschluss der Hauptschule erlernte sie ab 1969 den Beruf einer Zahnarzthelferin und war in diesem Beruf bis 1976 tätig. Von 1975 bis 1979 studierte sie an der Hochschule für Wirtschaft und Politik (HWP) in Hamburg und erwarb das Diplom als Sozialwirtin. Von 1975 bis 1982 lebte sie in Hamburg, seit 1982 als alleinerziehende Mutter und sie war zeitweise bei einem Arbeitslosenprojekt tätig.
Jansen zog Ende 1982 nach Bremen um und wohnte im Stadtteil Huchting. Sie arbeitete in den 1980er Jahren in der Sozialarbeit, seit 1985 für ein Arbeitslosenprojekt.  Seit 1991 war sie in der Sozialarbeit für die Drogenhilfe bei verschiedenen Institutionen tätig, zuletzt bei der comeback gmbh.

### Politik
Schon früh war Jansen politisch aktiv, gründete um 1969 in Fallingbostel mit ihren Brüdern die örtliche Arbeitsgemeinschaft der Jungsozialistinnen und Jungsozialisten (Jusos). Bereits 1972 trat sie in die SPD und in die ÖTV (heute ver.di) ein.
Sie war nach ihrem Umzug in der SPD in Bremen in verschiedenen Positionen des Ortsvereins Huchting (u. a. Zweite Vorsitzende), des Unterbezirks Bremen und der Landespartei aktiv.
Von 1987 bis 1991 war Jansen Mitglied der Sozialdeputation in Bremen und von 1991 bis 2003 dann Mitglied der Bremischen Bürgerschaft. Hier war sie in der Deputation für Wissenschaft, dem Rechtsausschuss, dem Haushalts- und Finanzausschuss, dem Ausländerausschuss, dem Liegenschaftsausschuss und den Rechtsprüfungsausschuss vertreten. Nachdrücklich vertrat sie die Interessen behinderter Kinder. 
Nach der Bürgerschaftszeit blieb sie noch bis 2007 Bildungsdeputierte. Sie war nach 2003 bis zu ihrem Tod als Kommunalpolitikerin im Stadtteilbeirat von Huchting vertreten.

### Weiteres Engagement
In der örtlichen Arbeiterwohlfahrt war sie Ortsvorsitzende in Huchting und Mitglied im Kreisvorstand Bremen. Sie war Mit-Initiatorin und Mit-Gründerin von Aktive Menschen Bremen e.V. (AMeB) im Oktober 2008.
Für die Stadtteilfarm Huchting zeigte sie ein langjähriges Engagement. Zudem war sie mit Roland Kutzki Mitgründerin, Vorstandsmitglied und dann Vorsitzende im 1986 gegründeten Bürger- und Sozialzentrum Huchting (BUS).

## Ehrungen
- Das Helga-Jansen-Haus,  eine Begegnungsstätte der AMeB in Huchting, erhielt 2012 ihren Namen.